# Championnat d'Argentine de football 1946
Navigation
Saison précédente Saison suivante
La saison 1946 du Championnat d'Argentine de football était la 16e édition professionnelle de la première division argentine. Le championnat rassemble les 16 meilleures équipes du pays au sein d'une poule unique, où chaque club rencontre tous ses adversaires deux fois. À la fin de la saison, le dernier du classement est relégué et remplacé par le vainqueur de la Segunda División.
C'est le club de San Lorenzo de Almagro qui termine en tête du championnat et remporte le 6e titre de champion d'Argentine de son histoire.

## Les 16 clubs participants
| \| Buenos Aires La Plata Rosario \| Villes représentées lors de la saison 1946 |
| Buenos Aires La Plata Rosario                                                  |

- Boca Juniors
- San Lorenzo de Almagro
- Estudiantes (La Plata)
- River Plate
- Racing Club
- Independiente
- Lanús
- Rosario Central
- Huracán
- Ferro Carril Oeste
- Vélez Sársfield
- Platense
- Atlanta
- Chacarita Juniors
- Newell's Old Boys (Rosario)
- Tigre  - Promu de Segunda Division

## Compétition

### Classement
Le classement est établi en utilisant le barème suivant :
- Victoire : 2 points
- Match nul : 1 point
- Défaite, forfait ou abandon : 0 point

| Rang | Équipe                      | Pts | J  | G  | N  | P  | Bp | Bc | Diff |
| ---- | --------------------------- | --- | -- | -- | -- | -- | -- | -- | ---- |
| 1    | San Lorenzo de Almagro      | 46  | 30 | 20 | 6  | 4  | 90 | 37 | +53  |
| 2    | Boca Juniors                | 42  | 30 | 19 | 4  | 7  | 68 | 38 | +30  |
| 3    | River Plate T               | 41  | 30 | 17 | 7  | 6  | 59 | 34 | +25  |
| 4    | Racing Club                 | 39  | 30 | 18 | 3  | 9  | 69 | 48 | +21  |
| 5    | Estudiantes (La Plata)      | 34  | 30 | 16 | 2  | 12 | 61 | 51 | +10  |
| 5    | Independiente               | 34  | 30 | 13 | 8  | 9  | 56 | 53 | +3   |
| 7    | Rosario Central             | 29  | 30 | 13 | 3  | 14 | 69 | 72 | -3   |
| 8    | Platense                    | 28  | 30 | 10 | 8  | 12 | 48 | 47 | +1   |
| 8    | Huracán                     | 28  | 30 | 12 | 4  | 14 | 57 | 68 | -11  |
| 10   | Newell's Old Boys (Rosario) | 27  | 30 | 10 | 7  | 13 | 51 | 44 | +7   |
| 11   | Vélez Sársfield             | 26  | 30 | 11 | 4  | 15 | 52 | 62 | -10  |
| 11   | Lanús                       | 26  | 30 | 8  | 10 | 12 | 55 | 70 | -15  |
| 13   | Chacarita Juniors           | 24  | 30 | 11 | 2  | 17 | 52 | 62 | -10  |
| 14   | Tigre P                     | 21  | 30 | 8  | 5  | 17 | 55 | 81 | -26  |
| 15   | Atlanta                     | 20  | 30 | 7  | 6  | 17 | 51 | 82 | -31  |
| 16   | Ferro Carril Oeste          | 15  | 30 | 6  | 3  | 21 | 29 | 73 | -44  |

|  | Champion d'Argentine 1946                         |
|  | Relégation en Segunda División                    |
|  | T : Tenant du titre P : Promu de Segunda División |

## Bilan de la saison
| Tableau d'Honneur                   |                        |
| Compétition                         | Vainqueur              |
| Championnat d'Argentine de football | San Lorenzo de Almagro |

| Promotions et relégations   |                    |
| Promu en Primera Division   | Banfield           |
| Relégué en Segunda Division | Ferro Carril Oeste |